# Joseph Jansen
Johann Joseph Jansen (* 20. Juli 1829 in Aachen; † 5. Februar 1905 in Düsseldorf) war ein deutscher Landschaftsmaler der Düsseldorfer Schule.

## Leben
Im Alter von 17 Jahren zog Jansen nach Düsseldorf. Dort studierte er Malerei an der Königlich Preußischen Kunstakademie. In den Jahren 1847 bis 1850 war er Schüler in der Landschafterklasse von Johann Wilhelm Schirmer. Studienreisen führten ihn zunächst in Landschaften an Rhein und Mosel, später in die Schweizer und Bayerischen Alpen. Ab 1850 stellte er in verschiedenen deutschen Galerien aus, ab 1870 auf Berliner Akademie-Ausstellungen, 1872 in Wien. Kaiser Wilhelm I. erwarb 1880 sein Gemälde Oeschinensee im Berner Oberland.
Jansen heiratete die Landschaftsmalerin Luise Siebke (1835–1912), die anfangs seine Schülerin gewesen war. Ihre 1871 in Düsseldorf geborene Tochter Emilie († 1918) wurde eine Blumen- und Stilllebenmalerin. Jansen war Mitglied des Künstlervereins Malkasten. In Düsseldorf war er 1889 in der Adlerstraße 72 gemeldet.

## Werk (Auswahl)

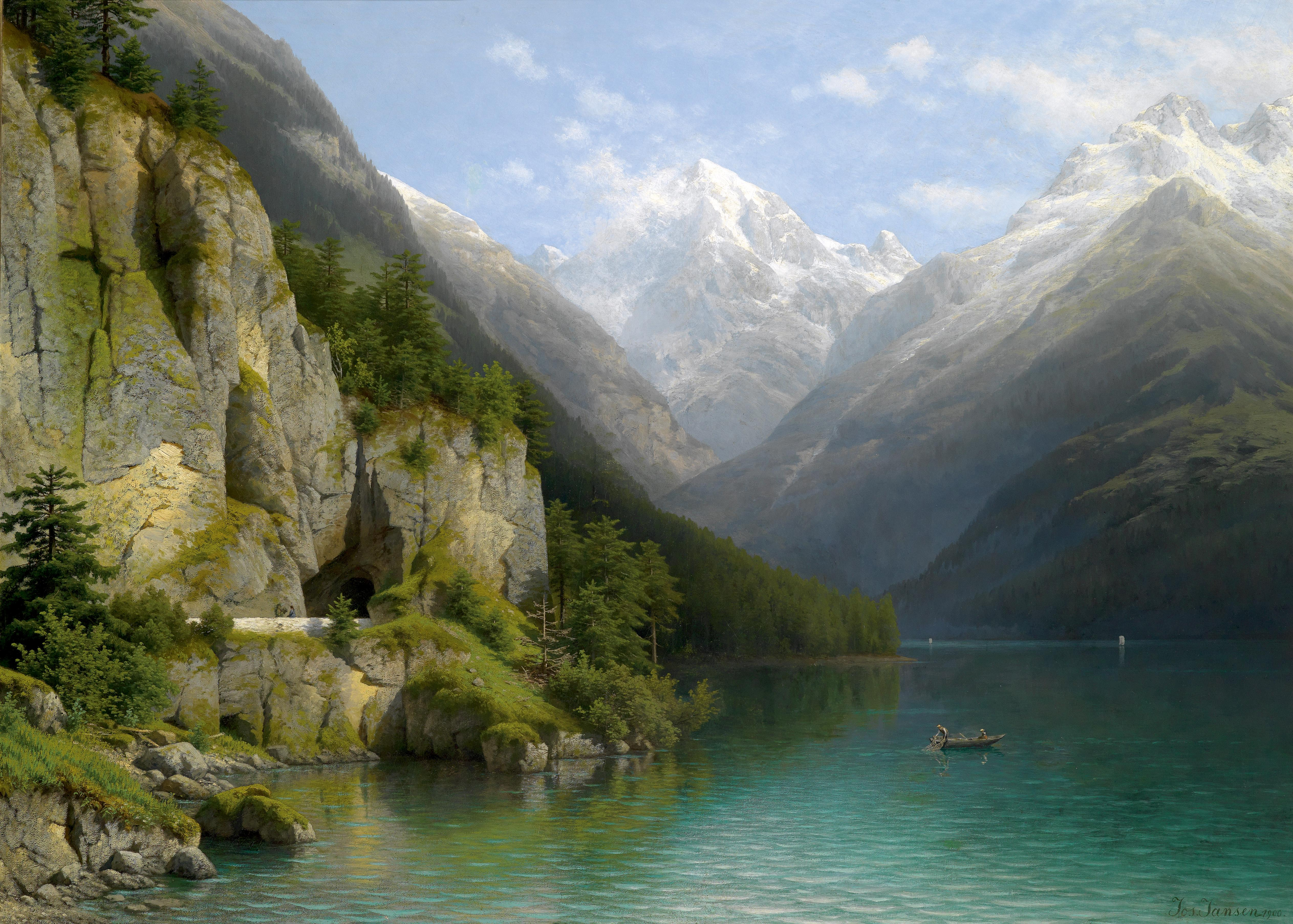
Blick auf den Vierwaldstättersee, 1900

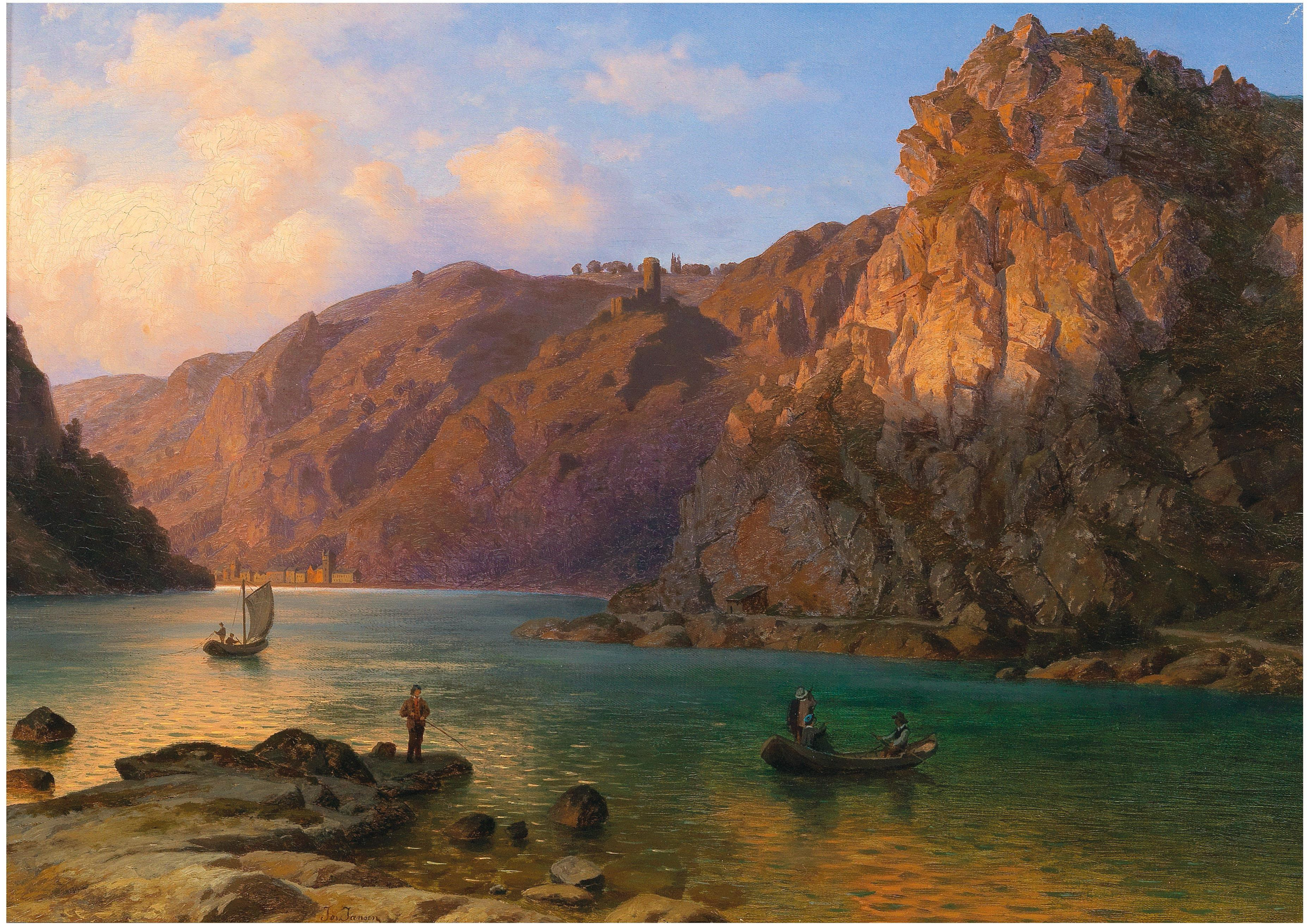
Blick auf den Drachenfelsen

- Heidelandschaft mit Schafen, einer Baumgruppe und einem Hohlweg, 1854
- Schloss Oberhofen am Thunersee , um 1860
- Gebirgssee, 1870
- Motiv aus Meiringen, 1872
- Wanderer auf einer Brücke im Hochgebirge, 1876
- Die Burgruine Balduinstein, 1885
- Motiv aus dem Chamonix-Tal, 1890
- Dorf am Gebirgsbach, 1895
- Wasserfall in alpiner Landschaft, 1898
- Blick auf den Vierwaldstättersee, 1900
- Heranziehendes Gewitter am Brienzer See
- Das Wetterhorn
- Via mala
- Auf der Engstelenalp in der Schweiz
- Cochem an der Mosel
- Beistein an der Mosel
- Kaub am Rhein
- Die Postkutsche vor Burg Greifenfels
- Romantische Rheinlandschaft
- Landschaft in Abendstimmung
- Schweizer Alpenszene
- Der Eibsee mit der Zugspitze
- Oeschinensee im Berner Oberland